# Soundpainting
Soundpainting é uma língua de sinais criada pelo compositor novaiorquino Walter Thompson para músicos, atores, bailarinos, poetas e artistas visuais. Atualmente, a língua é composta por mais de 1200 gestos que são sinalizados pelo compositor/regente - conhecido como Soundpainter, indicando o tipo de material que deseja que seja realizado pelo(s) executante(s). A direção da composição é definida pelos parâmetros de cada sinalização dada pelo compositor. 

## A estrutura do Soundpainting
Os gestos do Soundpainting são agrupados em duas categorias básicas: gestos de função (do inglês Function Gestures) e gestos "de esculpir" (do inglês Sculpting Gestures). Os gestos de esculpir indicam Que tipo de material será executado e também Como ele será executado. Os gestos de função indicam Quem irá executar e Quando irá começar a agir.
A sintaxe do Soundpainting obedece à ordem Quem, Quê, Como, Quando. Para isso, as duas categorias básicas são divididas em seis subcategorias: identificadores, conteúdo, modificadores, entradas, modos e palhetas.
1 – Identificadores estão na categoria dos gestos de função e indicam Quem. Desses, podemos citar: todo o grupo, madeiras, metais, atores, bailarinos, grupo (grupo 1, grupo 2, grupo 3 etc.), resto do grupo, etc.
2 – Gestos de conteúdo estão na categoria dos gestos de esculpir e  identificam Que tipo de material deve ser executado, como, por exemplo, pontilhismo, minimalismo, nota longa, etc.
3 – Modificadores estão na categoria dos gestos de esculpir e indicam Como um material deve ser tocado. São exemplos os faders de volume e de tempo.
4 – Gestos de entrada estão na categoria dos gestos de função e indicam Quando iniciar ou Quando parar.
5 – Modos estão na categoria dos gestos de esculpir e são gestos de conteúdo que englobam parâmetros específicos para a execução. Scanning, Point to Point e modo de lançamento são exemplos de Modos.
6 – Paletas estão na categoria dos gestos de esculpir. A princípio são gestos de conteúdo (embora possam indicar também outros parâmetros) que identificam algum material composto ou ensaiado de antemão. 

## História do Soundpainting
Em 1974, depois de frequentar alguns anos a Berklee College of Music, Walter Thompson mudou-se para a casa de campo de sua família, em Woodstock (Nova Iorque). Ali ele ganhou uma bolsa do National Endowment on the Arts para estudar composição e instrumentos de madeira com Anthony Braxton.  Durante esse período, ele também estudou improvisação de dança com Ruth Ingalls.
Woodstock nos anos 70 era foi um grande núcleo de produção musical. A Creative Music School (CMS), fundada por Karl Berger, Don Cherry e Ornette Coleman convidou compositores e intérpretes como John Cage, Ed Blackwell, Carlos Santana, Don Cherry, Anthony Braxton e Carla Bley para dar uma oficina de duas semanas aos estudantes. A CMS ficava fechada durante o verão, mas muitos dos seus estudantes permaneciam em Woodstock. Então, Thompson organizava jam sessions com esses estudantes. A partir dessas sessões, Thompson formou sua primeira orquestra e produziu uma série de concertos em Woodstock. O foco da orquestra era em improvisação jazzística em grupo. Nessa época, Thompson começou a experimentar com sinais gestuais. Foram criados gestos básicos que indicavam, por exemplo, improvisação com notas longas ou com estilo pontilhista.
Thompson mudou-se para Nova Iorque em 1980 e formou a Walter Thompson Orchestra (na época, chamada The Walter Thompson Big Band) em 1984. Durante o primeiro ano da orquestra, ao regê-la numa performance no Brooklyn, Thompson precisou comunicar com a orquestra no meio de uma música. Eles estavam tocando uma seção de improvisação em que o trompete 2 estava a executar um solo. Thompson queria que, durante o solo, os demais trompetistas criassem um background. Não querendo imitar regentes que costumavam gritar ou falar alto com a orquestra, Thompson decidiu usar os mesmos sinais que havia criado em Woodstock. Então sinalizou: Trompete 1, Background, com, 2 compassos, feel; olhe-me, 4 tempos (no original: Trumpet 1, Background, With, 2-Measure, Feel; Watch Me, 4 Beats). Tentou, mas o grupo não respondeu. No próximo ensaio, os membros da orquestra perguntaram o que eram aqueles sinais e ele lhes contou. Com ajuda da orquestra, Thompson continuou a desenvolver a linguagem. Nos dez anos que se seguiram Thompson transformou o Soundpainting numa linguagem de sinais que permite criar composições inteiras ao vivo. Ele continuou a desenvolver novos gestos e no inícios dos anos 1990 expandiu a linguagem para incluir atores, bailarinos, poetas e artistas visuais. 
Desde o fim da década de 1990 Thompson tem se dedicado a difundir o Soundpainting sem, contudo, deixar de continuar desenvolvendo a língua.
Em 2013 foi criada a Federação Internacional de Soundpainting, com sede em Lyon (França). Entre os seus objetivos está a criação de um curriculum acadêmico para o ensinamento do Soundpainting.

## Uma Língua Viva
O Soundpainting é uma língua viva e em constante crescimento. As línguas faladas estão mudando e crescendo a todo o tempo. Seja por necessidade ou por passagem entre as gerações, o homem inerentemente cria novos conceitos e modifica os velhos para adaptar-se à contemporaneidade. Novas palavras são criadas, as velhas caem no desuso, gírias e abreviações são desenvolvidas, etc. O Soundpainting também segue esse padrão de desenvolvimento. Para encaminhar corretamente as necessidades de crescimento e evitar que a língua se divida em centenas de dialetos e patois, todos os anos os soundpainters experientes se reúnem a fim de desenvolver a linguagem num evento chamado Soundpainting Think Tank. Cada Think Tank é uma conferência anual em que Walter Thompson convida Soundpainters do mundo inteiro para compartilhar ideias e ajudar a desenvolver a linguagem em todas as disciplinas por ela abrangidas. Em 2011, houve 16 Think Tanks.
O Soundpainting tem crescido e se tornou uma linguagem gestual internacional para composição ao vivo, usada em vários países ao redor do mundo, tanto com objetivos profissionais, quanto educacionais.

## Festivais
Além dos Think Tanks, muitos lugares têm realizado festivais de soundpainting, como, por exemplo, o Soundpainting Festival, que acontece em França. Há também uma conferência internacional de soundpainting que reúne soundpainters experientes em torno de processos e idéias mais elaborados.

## Soundpainting no Brasil
No Brasil o soundpainting foi introduzido pelo flautista Bruno Faria, primeiro brasileiro a ter uma certificação oficial na linguagem . Faria introduziu o soundpainting na UFES e na UFJF, universidades em que lecionou. Em Vitória, fundou a Orquestra Brasileira de Soundpainting, primeiro grupo dedicado à linguagem na América Latina .
Em 2011, após a passagem de Walter Thompson por Belo Horizonte, por ocasião do primeiro FIMPRO - Festival Internacional de Improvisação, foi criado o Soundpainting BH, grupo multidisciplinar dedicado à linguagem, coordenado por João Paulo Prazeres.
Em 2013, surgiu o Soundpainting Rio, organizado pelo soundpainter Taiyo Omura. Desde então, o soundpainting tem se expandido no país e, atualmente, diversas cidades brasileiras contam com núcleos artísticos destinados ao estudo e prática do Soundpainting. Notadamente podemos citar - além de Belo Horizonte e Rio de Janeiro - Curitiba, Cachoeira , Salvador e São Paulo.